# Bactricia
Bactricia is een geslacht van Phasmatodea uit de familie Diapheromeridae. De wetenschappelijke naam van dit geslacht is voor het eerst geldig gepubliceerd in 1896 door William Forsell Kirby.

## Soorten
Het geslacht Bactricia is monotypisch en omvat slechts de volgende soort:
- Bactricia bituberculata (Schaum, 1857)